# 피와 검은 레이스
《피와 검은 레이스》(이탈리아어: 6 donne per l'assassino)는 1964년 개봉한 이탈리아의 잘로 영화로, 마리오 바바가 감독을 맡았다.

## 줄거리
로마에 위치한 고급 오트 쿠튀르 의상실에서 일하는 모델 이사벨라는 밤늦게 의상실 구내를 걷던 중 정체불명의 인물에게 잔혹하게 살해당한다. 범인은 흰색 무표정 가면에 검은 중절모자와 트렌치코트를 착용한 모습이었다.
이 사건을 맡은 실베스트리 수사관은 의상실 공동 운영자인 마시모 모를라키와 최근 남편을 잃은 귀부인 크리스티아나 쿠오모를 조사한다. 이사벨라의 전 연인이자 골동품 중개인인 프랑코 스칼로도 조사 대상이 된다. 그는 코카인을 복용하고 있으며, 이사벨라는 그가 중독을 끊게 하려 했던 것으로 밝혀진다.
한편 이사벨라는 동료들의 사생활과 약점을 기록한 일기를 남겼고, 스칼로의 현 여자친구인 모델 니콜은 이를 발견하여 경찰에 제출하겠다고 한다. 그러나 동료 모델 페기는 패션쇼 도중 이 일기를 훔친다. 그날 밤 니콜은 스칼로에게 약을 전달하러 그의 가게에 들렀다가 살인범에게 쫓기고, 이내 스파이크가 박힌 장갑에 의해 살해당한다. 범인은 그녀의 품과 가방을 뒤지지만 일기는 찾지 못한다.
상시 약을 먹으며 페기를 짝사랑하는 스타일리스트 마르코는 페기의 집을 찾아와 그녀에게 보호를 약속하지만, 페기는 이를 정중히 거절한다. 곧 페기는 범인에게 습격당하고, 일기의 행방을 추궁받는다. 페기가 자신의 낙태 사실이 적혀 있어 벽난로에 태워 버렸다고 말하자 분노한 범인은 그녀를 기절시키고 어딘가로 끌고 가 결박한 뒤 심문을 이어간다. 페기는 범인의 가면을 벗기고 그 정체를 알아보고 충격을 받지만, 범인은 그녀를 보일러에 넣고 불태워 살해한다.
실베스트리는 살인범이 색정광이며 의상실 내 인물일 가능성이 크다고 판단하고, 관련 인물들을 모두 체포한다. 마르코는 페기의 아파트에 출입한 사실이 드러나자 당황하여 발기 부전인 디자이너 체사레를 범인으로 몰아가려 하지만 뇌전증 발작을 일으켜 병원에 이송된다. 이후 그가 먹어온 약이 뇌전증 치료제임이 밝혀진다.
용의자들이 구금된 사이 모델 그레타는 자신의 차 트렁크에서 페기의 시신을 발견하고, 그녀 역시 살해당한다. 이후 두 시신이 발견되면서 실베스트리는 남성 용의자들을 모두 석방한다. 그 무렵 모를라키는 페기를 심문할 때 사용했던 노트를 다시 꺼내 든다.
곧이어 모를라키와 크리스티아나 사이의 대화에서 모든 진상이 드러난다. 모를라키는 이사벨라, 니콜, 페기를 살해했고, 크리스티아나는 그의 현장 부재 증명을 위해 그레타를 살해했다. 이사벨라는 두 사람이 크리스티아나의 남편을 살해한 사실을 알고 이를 빌미로 협박했기 때문에 제거되었던 것이다. 이들은 수사에 혼란을 주려고 범행 동기가 성적 광기인 것처럼 꾸몄던 것이다.
모를라키는 실베스트리의 가설을 만족시키기 위해 한 명을 더 죽이자고 제안한다. 크리스티아나는 또 다른 모델을 살해한 뒤 자살로 위장하고 가면, 모자, 코트를 현장에 남겨 이 모델이 범인이었던 것처럼 꾸민다. 그러나 모델의 아파트를 막 떠나려는 찰나 누군가 문 두드리는 소리가 나자 놀란 크리스티아나는 탈출을 시도하다가 2층 창문에서 떨어진다.
이후 모를라키는 의상실에 있는 크리스티아나의 책상에서 그녀의 귀중품을 찾으려 한다. 이때 살아 돌아온 크리스티아나가 나타나고, 크리스티아나는 자신을 추락시키려고 모를라키가 계략을 꾸몄으며 그저 유산을 물려받으려고 자신과 결혼했음을 깨닫는다. 분노한 크리스티아나는 모를라키를 죽이고 실베스트리에게 연락한 뒤 모를라키의 시신 옆에 쓰러진다.

## 출연진
- 이바 바톡 - 크리스티아나 쿠오모 백작 부인 역
- 캐머런 미첼 - 마시모 모를라키 역
- 토마스 라이너 - 실베스트리 수사관 역
- 아리안나 고리니 - 니콜 역
- 메리 아든 - 페기 페이턴 역
- 레아 크뤼거 - 그레타 역
- 클로드 단테스 - 타오리 역
- 단테이 디파울로 - 프랑코 스칼로 역
- 마시모 리기 - 마르코 역
- 루차노 피고치 - 체사레 라차리니 역
- 줄리아노 라파엘리 - 찬킨 수사관 역
- 프란체스카 웅가로 - 이사벨라 역
- 해리엇 화이트 메딘 - 클라리체 역
- 엔초 체루시코 - 주유소 직원 역
- 나디아 안티 - 모델 역
- 고프레도 웅에르 - 복면 킬러 역 (크레디트 미기재)